# Écuelles (Seine-et-Marne)
Écuelles település Franciaországban, Seine-et-Marne megyében. Lakosainak száma 2349 fő (2018. január 1.). Écuelles Saint-Mammès, La Grande-Paroisse, Vernou-la-Celle-sur-Seine, Montarlot, Villecerf, Épisy és Moret-sur-Loing községekkel határos.

## Népesség
A település népességének változása:
| Lakosok száma | 2440 | 2305 | 2349 |
|               | 2015 | 2017 | 2018 |